# Gabriel Rivas
Gabriel Rivas (* 21. Januar 1986 in Saint-Jean-de-Maurienne) ist ein ehemaliger französischer Skirennläufer. Er startete vorwiegend in den Disziplinen Slalom und Riesenslalom.

## Biografie
Rivas nahm ab dem Winter 2001/02 an FIS-Rennen und ab der nächsten Saison auch an den französischen Meisterschaften und Juniorenmeisterschaften teil. Nach mehreren Podestplätzen bei FIS-Rennen kam er im Dezember 2005 erstmals im Europacup zum Einsatz. Im März 2006 nahm er an den Juniorenweltmeisterschaften in der kanadischen Provinz Québec teil, wo sein bestes Ergebnis ein 14. Platz im Slalom war. Ab Januar 2007 startete Rivas regelmäßig im Europacup, gewann in seinen insgesamt 24 Rennen bis zum Ende der Saison 2007/08 – vorwiegend Slaloms und Riesenslaloms – aber nie Punkte. Am nächsten kam er den Punkterängen mit dem 31. Platz im Slalom von Donnersbachwald am 13. Januar 2007, bei dem ihm lediglich drei Hundertstelsekunden auf eine Top-30-Platzierung – und somit einem Punktegewinn – fehlten.
Von 2008 bis 2011 studierte Rivas an der University of Colorado in den Vereinigten Staaten, weshalb er in dieser Zeit fast ausschließlich an Wettkämpfen in Nordamerika teilnahm und statt im Europacup im Nor-Am Cup startete. Nach mehreren Siegen in FIS-Rennen am Ende des Jahres 2010 feierte er am 3. Januar 2011 im Slalom von Val Saint-Côme seinen ersten Sieg im Nor-Am Cup. Der zweite folgte am Ende der Saison 2010/2011 im Slalom von Whistler. In der Slalom-Disziplinenwertung erreichte er damit den dritten Platz.
Nach Beendigung des Studiums in den USA startete Rivas ab Dezember 2011 wieder im Europacup – nun mit Punktegewinnen. Am 15. Januar 2012 gab er sein Debüt im Skiweltcup; er fuhr im Slalom von Wengen auf den 25. Platz und gewann sogleich die ersten Weltcuppunkte. Bestes Weltcup-Saisonresultat wurde der 22. Platz im Slalom von Bansko am 19. Februar 2012. Nach Saisonende folgte die Aufnahme in den B-Kader des Französischen Skiverbandes. Am 15. Dezember 2012 feierte Rivas seinen ersten Europacupsieg im City Event von St. Vigil. Einen Monat später gelang ihm mit dem 18. Platz im Slalom von Adelboden sein bestes Weltcupergebnis. Der Durchbruch blieb ihm jedoch verwehrt. Nach der Saison 2014/15 beendete Rivas seine aktive Karriere.

## Erfolge

### Weltcup
- 1 Platzierung unter den besten 20

### Weltcupwertungen
| Saison  | Gesamt | Gesamt | Riesenslalom | Riesenslalom | Slalom | Slalom |
| Saison  | Platz  | Punkte | Platz        | Punkte       | Platz  | Punkte |
| ------- | ------ | ------ | ------------ | ------------ | ------ | ------ |
| 2011/12 | 117.   | 15     | -            | -            | 44.    | 15     |
| 2012/13 | 125.   | 13     | -            | -            | 48.    | 13     |
| 2013/14 | 123.   | 10     | 54.          | 2            | 45.    | 8      |

### Europacup
- 1 Sieg:

| Datum             | Ort       | Land    | Disziplin  |
| ----------------- | --------- | ------- | ---------- |
| 15. Dezember 2012 | St. Vigil | Italien | City Event |

### Nor-Am Cup
- Saison 2010/11: 3. Slalomwertung
- 2 Siege:

| Datum          | Ort            | Land   | Disziplin |
| -------------- | -------------- | ------ | --------- |
| 3. Januar 2011 | Val Saint-Côme | Kanada | Slalom    |
| 17. März 2011  | Whistler       | Kanada | Slalom    |

### Juniorenweltmeisterschaften
- Québec 2006: 14. Slalom, 16. Riesenslalom, 43. Abfahrt

### Weitere Erfolge
- 11 Siege in FIS-Rennen